# Heurnia ventromaculata
Heurnia ventromaculata — вид змій родини гомалопсових (Homalopsidae). Ендемік Індонезії. Це єдиний представник монотипового роду Heurnia. Умовно отруйна змія (реальної небезпеки для людини не становить). 

## Поширення і екологія
Heurnia ventromaculata відомі з типової місцевості, розташованої в басейні річки Мамберамо на північному заході Нової Гвінеї. Вони живуть у водно-болотних угіддях.